# Zazar
A Zazar (románul: Săsar) a Lápos jobb oldali mellékfolyója Romániában, Máramaros megyében.
Forrása a Gutin-hegységben van. Legjelentősebb település a folyó mentén Nagybánya. Hagymásláposnál torkollik az Láposba.

## Települések a folyó mentén
- Felsőbánya (Baia Sprie)
- Giródtótfalu (Tăuţii de Sus)
- Nagybánya (Baia Mare)
- Zazár (Săsar)